# Hiro H2H
Хиро H2H (яп. 八九式飛行艇, летающая лодка флотская, Тип 89) — японская летающая двухмоторная лодка-биплан, состоявшая на вооружении Императорского флота Японии (сил береговой обороны). Создана на основе британской летающей лодки Supermarine Southampton.

## Производство
В конце 1928 года Императорский флот Японии закупил образец британской летающей лодки Supermarine Southampton, который напоминал внешне уже выпускавшуюся Hiro H2H, но изготавливался из металла, а не дерева (обшивка коробки и оперение были обтянуты полотном). На тот момент в японском флоте уже стремились реализовать на практике концепцию цельнометаллического авиастроения, однако попытки создания подобных летающих лодок проваливались. Британский двухмоторный биплан, оснащённый парой двигателей Napier Lion, установленных между крыльями на стойках, был более традиционным, вписывался в видение развития летающих лодок и служил подходящей заменой H1H.
Закупленная лодка успешно прошла испытания на 1-м военно-морском арсенале в Йокосуке, после чего была передана в 11-й арсенал морской авиации Хиро. Руководителем проекта был назначен лейтенант-командир Дзюн Окамура, и в конце 1929 года точный аналог британской лодки был представлен миру. Лодка получила обозначение H2H (позднее появились модификации H2H1 и H2H2).

## Описание
Проект напоминал внешне предыдущую модель, Hiro H1H, но отличался более округлыми и обтекаемыми формами носовой части, а также металлическим силовым набором и дюралевой обшивкой фюзеляжа. Он был оснащён парой двигателей Hiro Type 14 мощностью по 550 л. с. каждый (лицензионная копия 12-цилиндрового W-образного Napier Lion водяного охлаждения), но позднее на лодки стали ставить менее мощный, но более надёжный Hiro Type 91 (520 л. с.). На лодке ставились четыре 7,7-мм пулемёта: два в передней части, ещё два по бокам в средней части. Локда несла две 250-килограммовые авиабомбы. Ранний вариант с Hiro Type 14 получил обозначение H2H1, поздний — H2H2.

## Применение
Лодок было построено всего 17, из них 13 выпустили на заводе Хиро с поставками комплектующих из «Каваниси» и ещё 4 с нуля на заводе «Айти». Лодка под индексом «тип 89» служила до конца 1930-х годов в основном в составе гарнизона Йокосуки и участвовала в японо-китайской войне. Сражалась в 1932 году против китайских войск после так называемого «шанхайского инцидента».

## Характеристики
Технические характеристики
- Экипаж: 6 человек
- Длина: 16,25 м
- Размах крыла: 22,12 м
- Высота: 5,96 м
- Площадь крыла: 120,5 м²
- Масса пустого: 4370 кг
- Максимальная взлётная масса: 6500 кг
- Силовая установка: 2 × 12-цилиндровый W-образный водяного охлаждения Hiro Type 14
- Мощность двигателей: 2 × 550 л.с. (2 × 410 кВт)

Лётные характеристики
- Максимальная скорость: 196 км/ч
- Крейсерская скорость: 165 км/ч
- Практический потолок: 4 км
- Скороподъёмность: 158 м/мин

Вооружение
- Стрелково-пушечное: 4 x 7,7-мм пулемёта (два в носовой стрелковой установке, по одному в средней стрелковой установке по бокам)
- Бомбы: две 250-кг бомбы

## Эксплуатанты
Япония
- ВВС Императорского флота Японии